# Jean Boze
Pour les articles homonymes, voir Boze.
Jean Boze (né le 26 septembre 1753 à La Ciotat et mort en 1842 à La Nouvelle-Orléans) est un capitaine de navire et négociant qui servit l'armée française lors de l'expédition de Saint-Domingue.
Il participa ensuite à la piraterie des années 1800 dans la Caraïbe, avec son ami le baron Henri de Ste Gême, comme lui l'un des réfugiés français de Saint-Domingue en Amérique. Après son retour en France en 1818, il gère sa fortune.

## Biographie
Fils de capitaine, Jean Boze devient à son tour capitaine de la marine marchande entre 1775 et 1784, puis s'installe en 1784 comme négociant et capitaine du port de Jacmel, à Saint-Domingue. Il épouse Adélaïde Theuret, dont la famille est établie dans la colonie depuis trois générations, fille de Pierre Nestor Theuret, commandant de milice des Cayes de Jacmel, et de Marie Françoise de Ronseray.
En 1803, il émigre à Santiago de Cuba, sur la côte sud de Cuba, après l'expédition de Saint-Domingue, ratée par Napoléon. Il a perdu sa femme le 25 février 1803, au moment où la famille est contrainte de quitter Saint-Domingue. Parmi d'autres réfugiés français de Saint-Domingue à Cuba, recyclés comme lui dans piraterie, le lieutenant-colonel Joseph Savary. Lors de son séjour à Cuba, il voyage à Sainte-Lucie, Curaçao, Saint-Thomas. Entre ces divers séjours, il passe par Saint-Domingue, occupant des emplois et fonctions diverses, comme exécuteur testamentaire de propriétaires de l'île, négociant, ou encore capitaine de port.
En 1808, la tentative de Napoléon Bonaparte d'installer son frère Joseph sur le trône d'Espagne provoque des rétorsions: les réfugiés français de Saint-Domingue à Cuba sont déclarés personae non grata par les autorités espagnoles. Le 20 mai 1809, il arrive à La Nouvelle-Orléans, au milieu de près de 10000 réfugiés français de Saint-Domingue à Cuba qui viennent grossir les rangs des réfugiés français de Saint-Domingue en Amérique. 
À La Nouvelle-Orléans, il gère les propriétés de son ami le baron Henri de Ste Gême. Il le représente dans toutes les affaires qui le concernent et supervise en particulier la gestion financière de sa plantation de sucre à Gentilly, sur le territoire de l'actuelle ville de La Nouvelle-Orléans.
Sa fille Sophie, devenue Pagenstecher, réside en Westphalie. Son frère jumeau Pierre habite à Marseille. Il reste en Louisiane. Tous deux tenteront sans succès de le faire revenir en France. Il y meurt en 1842. Le petit-fils et l'arrière-petit-fils de Jean Boze, respectivement Rudolf Ludwig et Timoléon Ludovic Pagenstecher, sont retournés en Haïti où ils se sont mariés, en 1847 pour le père et 1878 pour le fils.